# Halford (musikgrupp)
Halford är det band som Rob Halford startade 1999 efter att ha experimenterat med andra musikstilar, efter sitt avhopp från Judas Priest, med banden Fight och 2wo. Bandet var menat som en tillbakagång till hans gamla rötter, heavy metal. Halford gav ut sitt första album Resurrection 2000. Rob Halford återförenades med Judas Priest år 2003 men har fortsatt att hålla sitt soloprojekt vid liv. 27 september 2010 släpptes Halfords senaste album, Made of Metal.

## Diskografi
Studioalbum
- Resurrection (2000)
- Crucible (2002)
- Halford III: Winter Songs (2009)
- Halford IV: Made of Metal (2010)

Livealbum
- Live Insurrection (2001)
- Live – Disney House of Blues Concert (2004)
- Live in Anaheim (Original Soundtrack) (2010)
- Live at Saitama Super Arena (Original Soundtrack) (2011)
- Live in London (2012)

Samlingsalbum
- Metal God Essentials, Vol. 1 (2006)

EPs
- Silent Screams: The Singles (2006)
- Fourging the Furnace (2003)

Singlar
- "Night Fall" (2000)
- "Resurrection" (2000)
- "Forgotten Generation" (2006)
- "Get Into the Spirit" (2009)
- "Christmas For Everyone" (2009)
- "Oh Come O Come Emanuel" (2009)
- "The Mower" (2010)
- "Made of Metal" (2010)

Videoalbum
- Live at Rock in Rio III (DVD) (2008)
- Live in Anaheim (DVD) (2010)
- Live at Saitama Super Arena (DVD) (2011)

## Medlemmar
Nuvarande medlemmar
- Rob Halford (f. Robert John Arthur Halford 7 juli 1951 i Sutton Coldfield, England – sång (1999–)
- Mike Chlasciak (f. 24 december 1971) – gitarr (1999–)
- Bobby Jarzombek (född 4 september 1963 i San Antonio, USA) – trummor (2000–)
- Roy Z (f. Roy Ramirez februari 1968 i Los Angeles, USA) – gitarr (2003–)
- Mike Davis – basgitarr (2003–)

Tidigare medlemmar
- Patrick Lachman – gitarr (1999–2002)
- Pete Parada – trummor (1999–2000)
- Ray Riendeau – basgitarr (1999–2002)
- Jason Ward – basgitarr (2003)
- Chad Tarrington – gitarr (2003)